# Gyrtona costella
Gyrtona costella är en fjärilsart som beskrevs av Walker 1863. Gyrtona costella ingår i släktet Gyrtona och familjen nattflyn. Inga underarter finns listade i Catalogue of Life.